# Full Throttle: All-American Racing
Full Throttle: All-American Racing, i Japan känt som Full Power (フル・パワー?), är ett racingspel till SNES.

## Handling
Tävlingarna genomförs med motorcykel eller vattenskoter. Sex förare kan kontrolleras av spelaren. Bland de platser där spelet finns bergskedjan Appalacherna, San Franciscos gator, och Arizonas öken.

### Fotnoter
1. 1 2 3 4 5 6 7 8 9  ”släppinformation”. Gamefaqs. Arkiverad från originalet den 23 november 2012. https://web.archive.org/web/20121123233116/http://www.gamefaqs.com/snes/588348-full-throttle-all-america-racing/data. Läst 2 maj 2014.
2. ↑  ”Composer information”. SNES Music. http://www.snesmusic.org/v2/profile.php?selected=952&profile=set. Läst 2 maj 2014.
3. ↑  ”översättning från engelska till japanska”. Superfamicom.org. http://superfamicom.org/info/full-power. Läst 2 maj 2014.
4. ↑  ”Basic game overview”. Mobygames. http://www.mobygames.com/game/snes/full-throttle-all-american-racing. Läst 2 maj 2014.
5. ↑  ”Advanced game overview”. IGN. http://www.ign.com/games/full-throttle-all-american-racing/snes-489156. Läst 2 maj 2014.